# Belfast East (circonscription du Parlement britannique)
Pour les articles homonymes, voir Belfast East.
Belfast East est une circonscription électorale britannique située en Irlande du Nord. Elle permet d'élire un député à la Chambre des communes, la chambre basse du parlement du Royaume-Uni.

## Député
Le député depuis les élections de 2015 est Gavin Robinson, membre du parti unioniste démocrate (DUP). Il succède à Naomi Long du parti de l'Alliance d'Irlande du Nord, première femme élue dans la circonscription, qui elle-même avait succédé en 2010 à Peter Robinson, député DUP depuis 1979.
| Élection | Élection                | Membre                    | Parti                                 |
| -------- | ----------------------- | ------------------------- | ------------------------------------- |
|          | 1885                    | Edward de Cobain          | Parti conservateur                    |
|          | 1892 élection partielle | Gustav Wilhelm Wolff      | Parti conservateur                    |
|          | 1910                    | Robert McMordie           | Parti unioniste irlandais             |
|          | 1914 élection partielle | Robert Sharman-Crawford   | Parti unioniste irlandais             |
| 1918     | 1918                    | circonscription supprimée | circonscription supprimée             |
| 1922     | 1922                    | circonscription recréée   | circonscription recréée               |
|          | 1922                    | Herbert Dixon             | Parti unioniste d'Ulster              |
|          | 1940 élection partielle | Henry Peirson Harland     | Parti unioniste d'Ulster              |
|          | 1945                    | Thomas Loftus Cole        | Parti unioniste d'Ulster              |
|          | 1950                    | Alan McKibbin             | Parti unioniste d'Ulster              |
|          | 1959 élection partielle | Stanley McMaster          | Parti unioniste d'Ulster              |
|          | février 1974            | William Craig             | Vanguard                              |
|          | 1978                    | William Craig             | Parti unioniste d'Ulster              |
|          | 1979                    | Peter Robinson            | Parti unioniste démocrate             |
|          | 2010                    | Naomi Long                | Parti de l'Alliance d'Irlande du Nord |
|          | 2015                    | Gavin Robinson            | Parti unioniste démocrate             |